# Перстень Пушкина

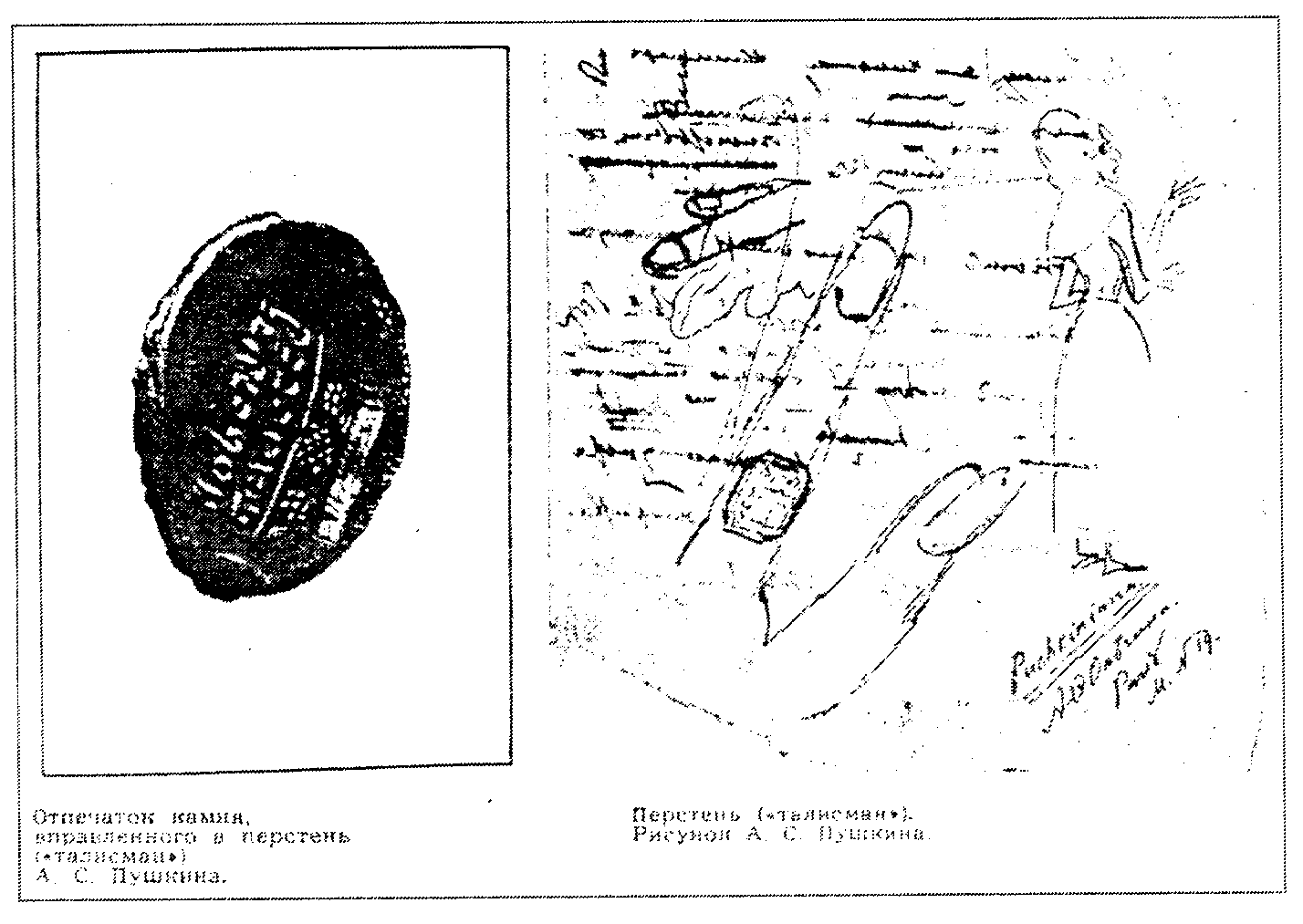
Отпечаток камня, вставленного в перстень, и рисунок Пушкина, изображающий руку с талисманом

Перстень-талисман Пушкина — кольцо-печатка с надписью на иврите, которое поэт воспел в нескольких своих стихотворениях, позже принадлежало В. А. Жуковскому, И. С. Тургеневу и Полине Виардо. Украдено в 1917 году, сохранились только отпечатки камня на воске и сургуче.
Елизавета Ксаверьевна Воронцова, предмет страсти Пушкина в одесский период, подарила ему перстень на прощание при его отъезде 1 августа 1824 года.

## У Пушкина

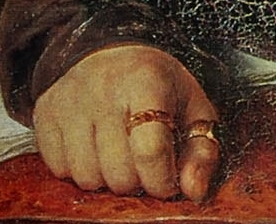
Фрагмент портрета кисти Тропинина

П. В. Анненков пишет: «Сестра поэта, О. С. Павлищева говорила нам, что когда приходило из Одессы письмо с печатью, изукрашенною точно такими же каббалистическими знаками, какие находились и на перстне её брата, — последний запирался в своей комнате, никуда не выходил и никого не принимал к себе». Речь идёт о письмах из Одессы от Е. К. Воронцовой, запечатанных таким же перстнем. Пушкин верил в чудодейственную силу камня, по свидетельству Анненкова, поэт «Пушкин по известной склонности к суеверию соединял даже талант свой с участью перстня, испещрённого какими-то каббалистическими знаками и бережно хранимого им».
В Михайловской ссылке в октябре 1824 года Пушкин просит брата Льва прислать «рукописную мою книгу, да портрет Чаадаева, да перстень» и добавляет: «Мне скучно без него». Не получив перстня, он повторяет эту просьбу в письме к брату, в декабре того же года, приписывая на обороте: «Да пришли мне кольцо, мой Лайон».

### Изображения

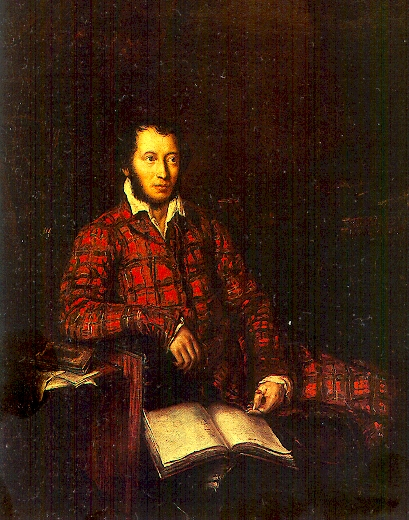
Портрет кисти К. Мазера

В 1827 году Пушкин позировал В. Тропинину. На большом пальце правой руки изображен перстень с зелёным камнем, напоминающим изумруд (об этом кольце см. ниже). На указательном пальце той же руки изображено кольцо витой формы, по описанию напоминающее кольцо Воронцовой, однако камня сердолика не видно, так как кольцо развернуто в обратную сторону.
В 1839 году по заказу П. В. Нащокина посмертный портрет Пушкина написал Карл Мазер. Нащокин позаботился о точности всех бытовых деталей портрета — кольцо изображено на большом пальце левой руки.
Сохранился автограф поэта, где он нарисовал руку с перстнем. Оттиск его печати сохранился на четырёх письмах Пушкина: к Дельвигу (8 июня 1825 года), Катенину (4 декабря 1825 года), Великопольскому (10 марта 1826 года) и Ананьину (26 июля 1833 года), напечатанных в VII т. издания Литературного фонда на стр. 132, 167.

### В поэзии Пушкина
- «Сожжённое письмо» (декабрь 1824)

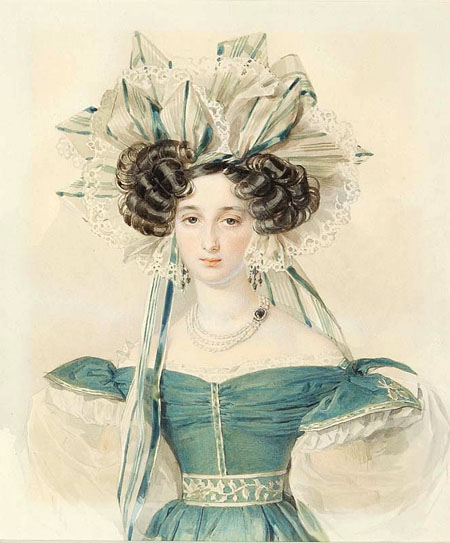
Елизавета Воронцова

- «Храни меня, мой талисман» (предположительно август 1824 — 1-я пол. 1825)
- «В пещере тайной, в день гоненья» (1825)
- «Талисман» (1827, написано в связи с приездом в Петербург Воронцовой).

## Описание
Перстень представлял собой большое витое золотое кольцо с крупным 8-угольным камнем — сердоликом красноватого или желтоватого цвета. На камне была вырезана восточная надпись. Над надписью помещены стилизованные изображения виноградных гроздей — орнаментом, свидетельствующим об крымско-караимском происхождении драгоценности.
По переводу, напечатанному с письмом Я К. Грота в «Новом Времени» 4 мая 1887 года, который сделал профессор Даниил Авраамович Хвольсон, один из основателей российской иудаики:

Симха, сын почётного рабби Иосифа, 
да будет благословенна его память.

שמחה בכ"ר

יוסף הזקן ז"ל

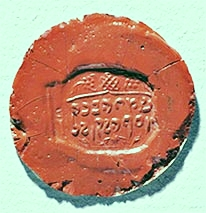

В развёрнутом виде надпись читается:

שמחה בן כבוד רבי

יוסף הזקן זכרונו לברכה
Таким же образом она была объяснена несколько ранее в «Альбоме московской Пушкинской выставки» 1880 года по переводу московского старшего раввина З. Минора. Перевод этот совпадает с объяснениями О. И. Бонета, А. Я. Гаркави и Д. А. Хвольсона; но все они прибавляют к имени Иосифа слово: «старца», причем Гаркави объясняет, что почерк надписи и титул «старца» указывают на крымско-караимское происхождение перстня, а профессор Хвольсон определил и время работы перстня — конец XVIII или начало XIX столетия.
С 1880 года хранился в специальном футляре, сделанном для петербургской пушкинской выставки. На крышке футляра были золотые буквы «П. Б. А. Л.» (Пушкинская библиотека Александровского лицея).

## История

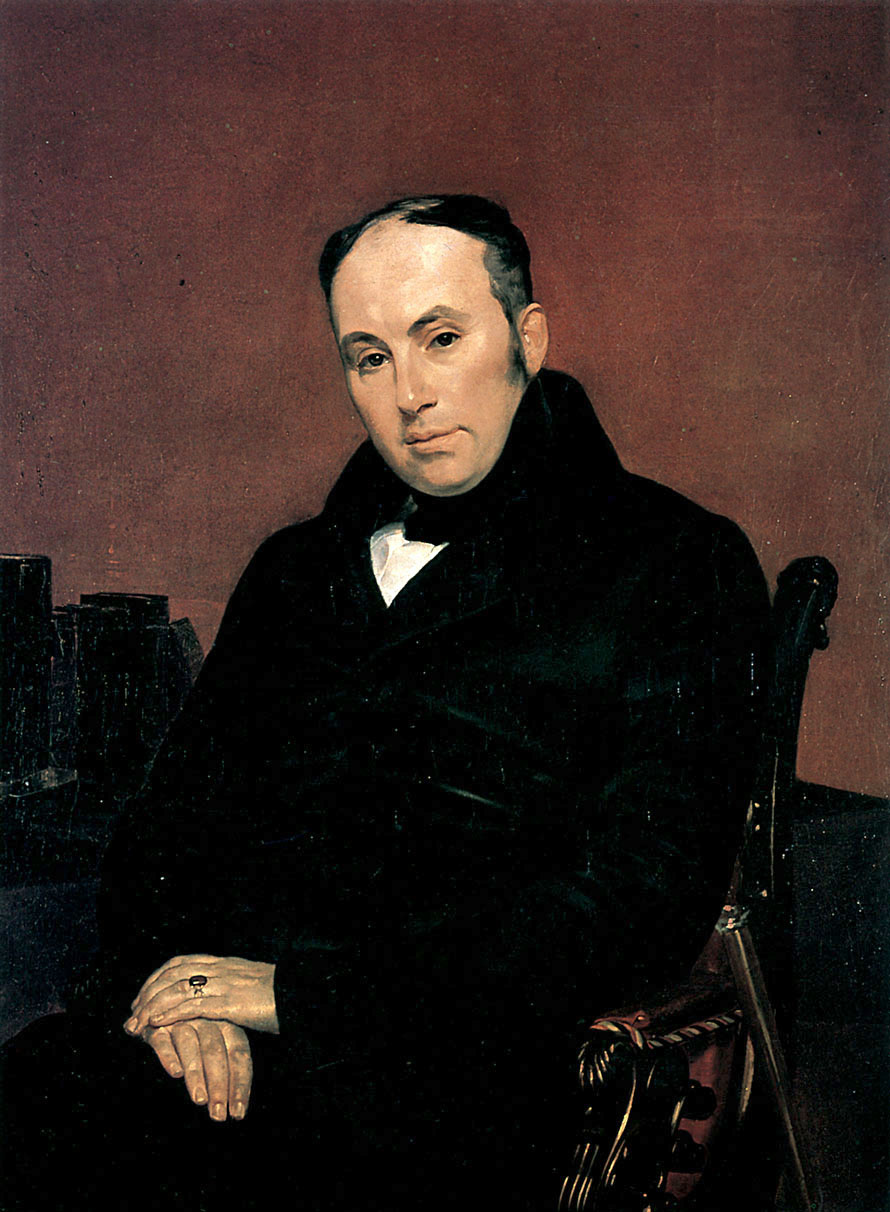
Портрет Василия Жуковского, 1837

- Графиня Елизавета Ксаверьевна Воронцова, после 1845 — княгиня.
- Пушкин
- Василий Жуковский (ум. 1852) стал наследником перстня после гибели друга. Сохранились запечатанные им письма писателя. В письме Соковникову 20 июля 1837 года Жуковский сделал приписку:

«Перстень мой есть так называемый талисман; подпись арабская, что значит не знаю. Это Пушкина перстень, им воспетый и снятый мною с мертвой его руки».

- Его сын Павел Васильевич Жуковский в 70-х годах передал этот перстень Тургеневу.
- Иван Тургенев (ум. 1883) стал следующим наследником кольца. Сохранились запечатанные им письма писателя. Он писал:

«Я очень горжусь обладанием пушкинского перстня и придаю ему так же, как и Пушкин, большое значение. После моей смерти я бы желал, чтобы этот перстень был передан графу Льву Николаевичу Толстому… Когда настанет и „его час“, гр. Толстой передал бы мой перстень по своему выбору достойнейшему последователю пушкинских традиций между новейшими писателями».

- В 1880 году перстень экспонировался на первой пушкинской выставке в Петербурге. В 1878 году Тургенев ездил в Англию и брал с собой перстень, чтобы просить какого-то знаменитого ориенталиста разъяснить таинственную надпись. Ориенталист составил объяснительную записку, которую Тургенев предполагал доставить вместе с перстнем на петербургскую Пушкинскую выставку. Но этого не было сделано, и эта записка не сохранилась[5].
- Полина Виардо спустя несколько лет после смерти Тургенева передала, однако, талисман Пушкинскому музею Александровского лицея со следующей запиской писателя:

Перстень этот был подарен Пушкину в Одессе княгиней Воронцовой. Он носил почти постоянно этот перстень (по поводу которого написал своё стихотворение «Талисман») и подарил его на смертном одре поэту Жуковскому. От Жуковского перстень перешел к его сыну, Павлу Васильевичу, который подарил его мне. Иван Тургенев. Париж. Август 1880.

- В музей он доставлен от её имени 29 апреля 1887.

### Кража
Газета «Русское слово» от 23 марта 1917 года сообщила: «Сегодня в кабинете директора Пушкинского музея, помещавшегося в здании Александровского лицея, обнаружена пропажа ценных вещей, сохранившихся со времен Пушкина. Среди похищенных вещей находился золотой перстень, на камне которого была надпись на древнееврейском языке».
Две рукописи и перстень Пушкина, по некоторым указаниям, украл лицейский дядька, сбыв их одному петербургскому старьёвщику.
Сейчас в витрине музея находится пустой сафьяновый футляр, копия записки И. С. Тургенева и оттиск на сургуче пропавшего перстня.

### Публикации
- В «Альбоме» московской выставки 1880 сделан верный оттиск сердоликовой печати знаменитого перстня в первом издании и во втором[5].
- Я К. Грот. «Новое Время», 4 мая 1887 года.
- В. П. Гаевский. «Перстень Пушкина по новейшим исследованиям», «Вестник Европы» 1888 г., февр., стр. 521—537.
- Рассказ о перстне-печатке Пушкина с расшифровкой сокращенной еврейской надписи на нём был помещен в 1889 г. в «Описании Пушкинского музея Императорского Александровского лицея»[6].
- Вирабов Игорь. "Тайна пушкинского кольца", журнал Родина 2023 г., № 1, стр. 18-23.[8]

## Изумрудный перстень

Изумрудный перстень

Помимо перстня с сердоликом, у Пушкина также было кольцо с изумрудом квадратной формы, которое он также называл талисманом. Дата его появления у поэта неизвестна. Также существует предположение, что именно ему было посвящено стихотворение «Храни меня, мой талисман».
Умирающий Пушкин передал перстень-талисман с изумрудом Владимиру Далю со словами: «Даль, возьми на память». А когда Даль отрицательно покачал головой, Пушкин настойчиво повторил: «Бери, друг, мне уж больше не писать». Впоследствии по поводу этого пушкинского подарка Даль писал поэту В. Одоевскому 5 апреля 1837 года: «Перстень Пушкина, который звал он — не знаю почему — талисманом, для меня теперь настоящий талисман. Вам это могу сказать. Вы меня поймете. Как гляну на него, так и пробежит по мне искорка с ног до головы, и хочется приняться за что-нибудь порядочное». Даль пытался вернуть его вдове, но Пушкина запротестовала: «Нет, Владимир Иванович, пусть это будет вам на память».
В 1880 году это кольцо также было представлено на юбилейной выставке. Его доставила дочь Даля О. В. Демидова. Затем оно находилось у президента Императорской Академии великого князя Константина Константиновича. Перстень был им завещан Академии. В 1915 году он поступил в Пушкинский дом. В настоящее время кольцо хранится в фондах Музея-квартиры А. С. Пушкина на Мойке, 12.

### Другие украшения Пушкина

Кольцо Волконской

- Тонкое золотое кольцо со слабоокрашенным сердоликом. На камне вырезаны три амура, садящиеся в ладью. В 1915 году внук княгини Волконской Сергей передал эту реликвию в Пушкинский дом. К кольцу прилагалась записка внучки Волконской: «Прошу Вас принять и передать в дар Пушкинскому Дому Императорской Академии Наук прилагаемое кольцо, принадлежавшее А. С. Пушкину. Оно было положено в лотерею, разыгранную в доме Н. Н. Раевского и выиграно бабушкой моей — Марией Николаевной — женой декабриста и подарено мне моим отцом Князем Сер. Волконским, когда я окончила гимназию… в 1880 г.». Было представлено на выставке 1880 года.
- Кольцо с бирюзой, подарок П. В. Нащокина. Незадолго до смерти поэт подарил кольцо Данзасу. По свидетельству Нащокиной, Пушкин протянул его Данзасу и сказал: «Возьми и носи это кольцо. Это талисман от насильственной смерти»[10]. В конце 1850-х годов Данзас обронил его, снимая перчатку, и драгоценный перстень был утрачен навсегда[11].
- Золотой браслет с зелёным камнем, который Пушкин считал бирюзой. В письме к В. П. Зубкову в 1826 году Пушкин пишет: «Я дорожу моей бирюзой, как она ни гнусна». Позже оказалось, что это зелёная яшма. В пору увлечения Пушкиным Екатериной Ушаковой он подарил ей этот браслет. Жених Ушаковой в пылу ревности его сломал. Её отец после смерти Пушкина приказал вырезать на другой стороне камня инициалы поэта и вставить в кольцо.
- Палка орехового дерева с аметистовым набалдашником. После смерти Пушкина была подарена его родными доктору И. Т. Спасскому. Была на выставке 1880 года в Санкт-Петербурге. Хранится в квартире-музее А. С. Пушкина.

## В литературе
- Юрий Кларов в своих книгах [lib.ru/PRIKL/KLAROW/pechat__i_kolokol.txt Печать и колокол (рассказы старого антиквара)], 1981, [publ.lib.ru/ARCHIVES/K/KLAROV_Yuriy_Mihaylovich/_Klarov_Yu.M..html#04 Пять экспонатов из музея уголовного розыска], 1985, пересказывает историю перстней, а также мнение советского искусствоведа первых лет республики Василия Петровича Белова о существовании другого изумрудного перстня Пушкина с вырезанным египетским узором.